# Taça de Portugal 1941/42
Die Taça de Portugal 1941/42 war die vierte Austragung des portugiesischen Pokalwettbewerbs. Er wurde vom portugiesischen Fußballverband ausgetragen. Das Finale fand am 12. Juli 1942 im Estádio do Lumiar von Lissabon statt. Pokalsieger wurde Belenenses Lissabon.
Alle Begegnungen wurden in einem Spiel ausgetragen. Bei unentschiedenem Ausgang gab es ein Wiederholungsspiel.

## Teilnehmende Teams
| Primeira Divisão (12) | Segunda Divisão (4)                                      |
| --- | -------------------------------------------------------- |
| - Académica de Coimbra - Académico FC - Atlético CP - FC Barreirense - Belenenses Lissabon - Benfica Lissabon - Sporting Lissabon - Leça FC - SC Olhanense - FC Porto - CF Unidos - Vitória Guimarães | - GD Estoril Praia - Leixões SC - Luso Beja - SC Espinho |

## Achtelfinale
|                     | Ergebnis |                      |
| ------------------- | -------- | -------------------- |
| Leça FC             | 2:6      | Sporting Lissabon    |
| Vitória Guimarães   | 7:2      | GD Estoril Praia     |
| SC Espinho          | 4:2      | Atlético CP          |
| SC Olhanense        | 3:1      | Académico FC         |
| Benfica Lissabon    | 2:0      | FC Barreirense       |
| Leixões SC          | 3:0      | Luso Beja            |
| Belenenses Lissabon | 5:1      | FC Porto             |
| CF Unidos           | 3:3      | Académica de Coimbra |

### Wiederholungsspiel
|           | Ergebnis |                      |
| --------- | -------- | -------------------- |
| CF Unidos | 4:2      | Académica de Coimbra |

## Viertelfinale
|                     | Ergebnis |                  |
| ------------------- | -------- | ---------------- |
| CF Unidos           | 6:0      | Leixões SC       |
| Vitória Guimarães   | 4:1      | SC Espinho       |
| Sporting Lissabon   | 4:0      | Benfica Lissabon |
| Belenenses Lissabon | 1:1      | SC Olhanense     |

### Wiederholungsspiel
|              | Ergebnis |                     |
| ------------ | -------- | ------------------- |
| SC Olhanense | 0:3      | Belenenses Lissabon |

## Halbfinale
|                     | Ergebnis |                   |
| ------------------- | -------- | ----------------- |
| Belenenses Lissabon | 5:0      | CF Unidos         |
| Vitória Guimarães   | 2:1      | Sporting Lissabon |

## Finale
| Paarung             | Belenenses Lissabon – Vitória Guimarães |
| Ergebnis            | 2:0 (1:0) |
| Datum               | 12. Juli 1942 |
| Stadion             | Estádio do Lumiar, Lissabon |
| Schiedsrichter      | José Vieira da Costa |
| Tore                | 1:0 Artur Quaresima (40.) 2:0 Gilberto (46.) |
| Belenenses Lissabon | Salvador Jorge – António Feliciano, José Simões, Serafim Neves – Mariano Amaro , Francisco Gomes, Gilberto, António Eloi – Artur Quaresima, José Pedro, Franklim Oliveira. Cheftrainer: Rodolfo Faroleiro |
| Vitória Guimarães   | Machado – Lino, João, Castelo – Laureta, José Maria, Zeferino – Miguel, Alexandre , Ferraz, Arlindo. Cheftrainer: Alberto Augusto                                                                         |